# Genea
Genea Vittad. (genea) – rodzaj grzybów z typu workowców (Ascomycota).

## Systematyka i nazewnictwo
Pozycja w klasyfikacji według Index Fungorum: Pyronemataceae, Pezizales, Pezizomycetidae, Pezizomycetes, Pezizomycotina, Ascomycota, Fungi.
Takson utworzył Carlo Vittadini w 1831 r. Synonim: Genabea Tul. & C. Tul., Genea subgen. Eugenia Gilkey, Genea subgen. Genea Vittad., Genea subgen. Heterogenea Gilkey, Genea subgen. Myrmecocystis Gilkey, Hydnocaryon Wallr., Myrmecocystis Harkn., Pseudogenea Bucholtz.
Gatunki występujące w Polsce:
- Genea fragrans (Wallr.) Sacc. 1889[3][4]
- Genea hispidula Berk. ex Tul. & C. Tul. 1851 – genea kędzierzawa
- Genea klotzschii Berk. & Broome 1846 – genea ozdobna
- Genea lespiaultii Corda 1854[3] – genea francuska
- Genea sphaerica Tul. & C. Tul. 1851[4]
- Genea verrucosa Vittad. 1831 – genea brodawkowata

Nazwy naukowe na podstawie Index Fungorum. Wykaz gatunków i nazwy polskie według A. Chmiel i innych.